# Csűrös István
Csűrös István (Székástóhát, 1914. május 3. – Kolozsvár, 1998. augusztus 2.) romániai magyar botanikus, a Magyar Tudományos Akadémia  külső tagja. Csűrös Emília ifjúsági író öccse. Felesége Csűrös-Káptalan Margit botanikus. Botanikai szakmunkákban nevének rövidítése: „I. Csűrös”.

## Élete
Gyulafehérváron érettségizett, egyetemi tanulmányait Kolozsvárt végezte 1938-ban. 1943-ban a Kolozsvári Tudományegyetem Növényrendszertani és Növényföldrajzi Intézetében Soó Rezsőnél doktorált, disszertációjának címe Apahida környéke növényei és növényzete. A kolozsvári mezőgazdasági főiskolán, 1946-tól a Bolyai Tudományegyetemen, illetve 1959-től nyugalomba vonulásáig a Babeș–Bolyai Tudományegyetemen tanított.
1960-1968 között szerkesztőbizottsági tagja volt a Natura című folyóiratnak, 1969-től kezdve a Studia Universitatis Babeș-Bolyai biológiai sorozatának. Kutatási területe a Kelemen-havasok, a Fogarasi-havasok, a Retyezát-hegység, a Nyugati-szigethegység, a Keleti-Kárpátok, a Hargita, az Erdélyi-medence, Kászoni-medence, a Csíki-havasok illetve a Mezőség flórája és vegetációja. A Flora R. P. Romania című tizenkét kötetes mű szerkesztésében külső munkatársként vett részt. Mint növényökológus szorgalmazta az indikátornövények gyakorlati alkalmazását, az ökodiagramok, illetve ökostruktúrák szélesebb körű kidolgozását. 1974-től a New York-i Tudományos Akadémia tiszteletbeli tagja volt. 1995-ben a Magyar Tudományos Akadémia külső tagjává választotta, 1996-ban pedig az Erdélyi Múzeum-Egyesület tiszteletbeli tagja lett.
Az 1990-es évek közepén a Múzeumi Füzetek : Az Erdélyi Múzeum-Egyesület Természettudományi és Matematikai Szakosztályának Közleményei c. kiadvány szerkesztőségének tagja volt.

## Lásd még
Acta Bolyai

## Művei
- A Mócvidék legfontosabb mezőgazdasági kérdései (1953)
- Növényrendszertan I. Alacsonyabb rendű növények (1954)
- Excursii în Munții Retezatului (1971)
- Az Erdélyi Mezőség élővilágáról (1973)
- Az Erdélyi-medence növényvilágáról (1974)[4]
- Hogyan alakult ki a növényvilág? (1976)
- A Nyugati-Szigethegység élővilágáról / Csűrös István. Megjelenés:  Bukarest : Tudományos és Enciklopédiai Kiadó, 1981
- Olvadó hópelyhek... Emlékezések; Nis, Kolozsvár, 1994 (Erdélyi kiskönyvtár)
- Erdélyi növénykincsek (1995)